# Bièvre (affluent de la Bar)
Pour les articles homonymes, voir Bièvre.
La Bièvre est une petite rivière française qui coule dans le département des Ardennes, en ancienne région Champagne-Ardenne donc en nouvelle région Grand-Est. C'est un affluent de la Bar en rive droite, donc un sous-affluent de la Meuse.

## Géographie
De 11,8 km de longueur, la Bièvre naît sur le territoire de la localité de la Berlière, près du lieu-dit la Gogline, à 205 m d'altitude, située dans le département des Ardennes, juste au nord du Mont du Cygne (258 m). 
Son cours suit grosso modo une direction allant du nord-est vers le sud-ouest. Elle se jette dans la Bar (rive droite) sur le territoire de la localité de Brieulles-sur-Bar, à 163 m d'altitude.

### Communes et cantons traversés
Dans le seul département des Ardennes, la Bièvre traverse ou longe les cinq communes suivantes, d'amont en aval, de la Berlière (source), Oches, Saint-Pierremont, Verrières et Brieulles-sur-Bar (confluence).
Soit en termes de cantons, la Bièvre prend source dans le canton de Vouziers, dans l'arrondissement de Vouziers.

### Bassin versant
La Bièvre traverse une seule zone hydrographique La Bièvre. (B512) de 34 km2 de superficie. Ce bassin versant est constitué à 75,91 % de « territoires agricoles », à 23,17 % de « forêts et milieux semi-naturels », à 2,19 % de « territoires artificialisés ».

## Affluents
La Bièvre a deux affluents référencés :
- le ruisseau du Petit Moulin (rd), 5 km sur les trois communes de Oches (confluence), La Berlière, Stonne (source).
- le ruisseau d'Ecogne (rd), 5,4 km sur les trois communes de Brieulles-sur-Bar (confluence), Verrières, Sy (source).

Donc son rang de Strahler est de deux.

## Hydrologie

### La Bièvre à Brieulles-sur-Bar
Le module de la Bièvre, observé au confluent de la Bar est de 0,45 m3/s pour un bassin versant de 34,5 km2. 

### Lame d'eau et débit spécifique
La lame d'eau écoulée dans le bassin est de 411 millimètres par an, ce qui est assez élevé et correspond à l'ensemble des cours d'eau de la région. C'est nettement supérieur à la moyenne de la France, tous bassins confondus, mais inférieur cependant à la moyenne du bassin français de la Meuse (450 millimètres par an à Chooz, à la sortie du territoire français). Son débit spécifique ou Qsp se monte dès lors à un robuste 13,04 litres par seconde et par kilomètre carré de bassin.

## Curiosités - Tourisme

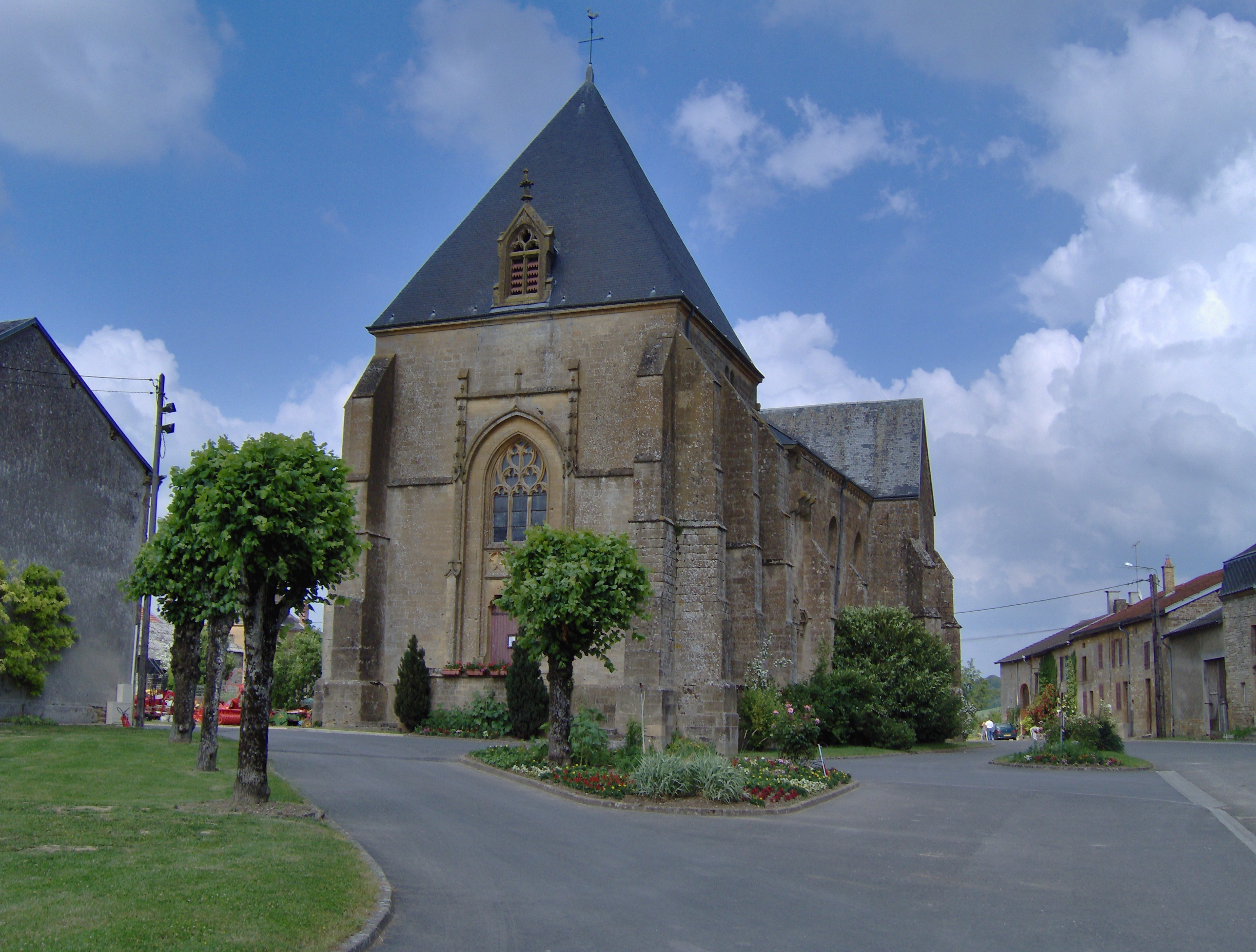
L'église fortifiée du XVIe siècle de Brieulles-sur-Bar.

Le bassin versant de la rivière ne comptait pas plus de 400 habitants en 1999. On peut y pratiquer la chasse, la pêche, les randonnées dans les nombreux bois de la région.
- La Berlière : son château est inscrit aux Monuments Historiques.
- Oches : vestiges mérovingiens, église du XVIIe siècle, forêts, champignons.
- Saint-Pierremont : vieille église du XIIIe siècle (inscrite aux Monuments Historiques), fortifiée avec tour carrée et crénelée.
- Verrières : château du XVIIe siècle, construite par la famille Boutillac d'Aspremont.
- Brieulles-sur-Bar possède une intéressante église fortifiée des XVe et XVIe siècles, ainsi qu'un château-ferme, tous deux inscrits aux Monuments Historiques.